# Wicked Lips
Wicked Lips es el quinto extended play de la rapera australiana Iggy Azalea. Fue lanzado por Bad Dream Records y Empire Distribution el 2 de diciembre de 2019. La producción del EP estuvo a cargo de Carl Falk y J. White Did It. El 8 de noviembre de 2019 se lanzó la canción «Lola» en colaboración con la cantante británica Alice Chater como el primer sencillo del EP.

## Antecedentes y lanzamiento
Azalea comenzó a trabajar en el proyecto poco después del lanzamiento de su segundo álbum de estudio, In My Defense. Inicialmente, se había anunciado que el proyecto sería una nueva versión extendida de In My Defense, después se reveló a través de la cuenta de Twitter de la rapera que el proyecto musical sería un extended play lanzado de manera independiente.
El extended play es apoyado por el sencillo, «Lola», en colaboración con la cantante Alice Chater, lanzado el 8 de noviembre de 2019.
La portada del EP se dio a conocer poco más de una semana antes de su lanzamiento planeando, el 10 de noviembre, en la cuenta de Twitter de Azalea. El 14 de noviembre, Azalea anunció que el EP se lanzaría una semana más tarde de lo planeado originalmente, el 22 de noviembre, debido a que trabajaba todavía en algunos arreglos.[cita requerida] Seguido de esto Azalea pospuso nuevamente el proyecto debido a algunos problemas personales, finalmente el 1 de diciembre de 2019, la rapera anunció que sería lanzado el 2 de diciembre.

## Lista de canciones
Lista de canciones adaptada para Tidal.

| N.º | Título                              | Escritor(es)                                                                        | Productor(es)   | Duración |  |
| 1.  | «Lola» (junto a Alice Chater)       | Chater, Amanda Cygnaeus, Amethyst Kelly, Drew Gavin, Dhani Lennevald y Kee Ingrosso | Carl Falk       | 3:52     |  |
| 2.  | «Not Important»                     | Kelly y Gavin                                                                       | J. White Did It | 2:28     |  |
| 3.  | «The Girls» (junto a Pabllo Vittar) | Kelly, Gavin, Jake Allen y Noah Cyrus                                               | Falk            | 4:14     |  |
| 4.  | «Personal Problem»                  | Kelly y Gavin                                                                       | J. White Did It | 2:46     |  |

## Historial de lanzamiento
| Región | Fecha                  | Formato                     | Discográfica                            | Ref.  |
| ------ | ---------------------- | --------------------------- | --------------------------------------- | ----- |
| Varios | 2 de diciembre de 2019 | Descarga digital, Streaming | Bad Dreams Records, Empire Distribution | [ 7 ] |